# Városháza (Kolozsvár)
A kolozsvári városháza a Monostori út (románul Calea Moților) utca elején található. A romániai műemlékek  jegyzékében a CJ-II-m-B-07416 sorszámon szerepel.
Az épület 1896–1897-ben vármegyeházának épült, Alpár Ignác tervei alapján. A kétemeletes, óratornyos épület eklektikus stílusú, barokk reminiszcenciákkal. Az épületben egykor koncerteket is tartottak, illetve az üvegteremben kiállításokat szerveztek.
1919-ig a megyei közigazgatás, ezután a prefektúra (román megye) székhelye volt. A második bécsi döntés után ismét vármegyeházaként működött, majd 1948-tól a román megyei közigazgatás székhelye lett. (A pártállam idején megyei, tartományi, illetve újra megyei néptanácsnak nevezték.)
1974-től ebben az épületben kapott helyet a Korunk szerkesztősége. A szerkesztőség helyiségeiben Korunk Galéria néven kiállításokat szerveztek a kortárs művészek alkotásaiból.
A polgármesteri hivatal 1991-en költözött ebbe az épületbe a Fő téren levő régi városházából, Gheorghe Funar polgármester kezdeményezésére. Ennek következtében 1993-ban az épületből elköltöztették a Korunk szerkesztőségét.

## Képek

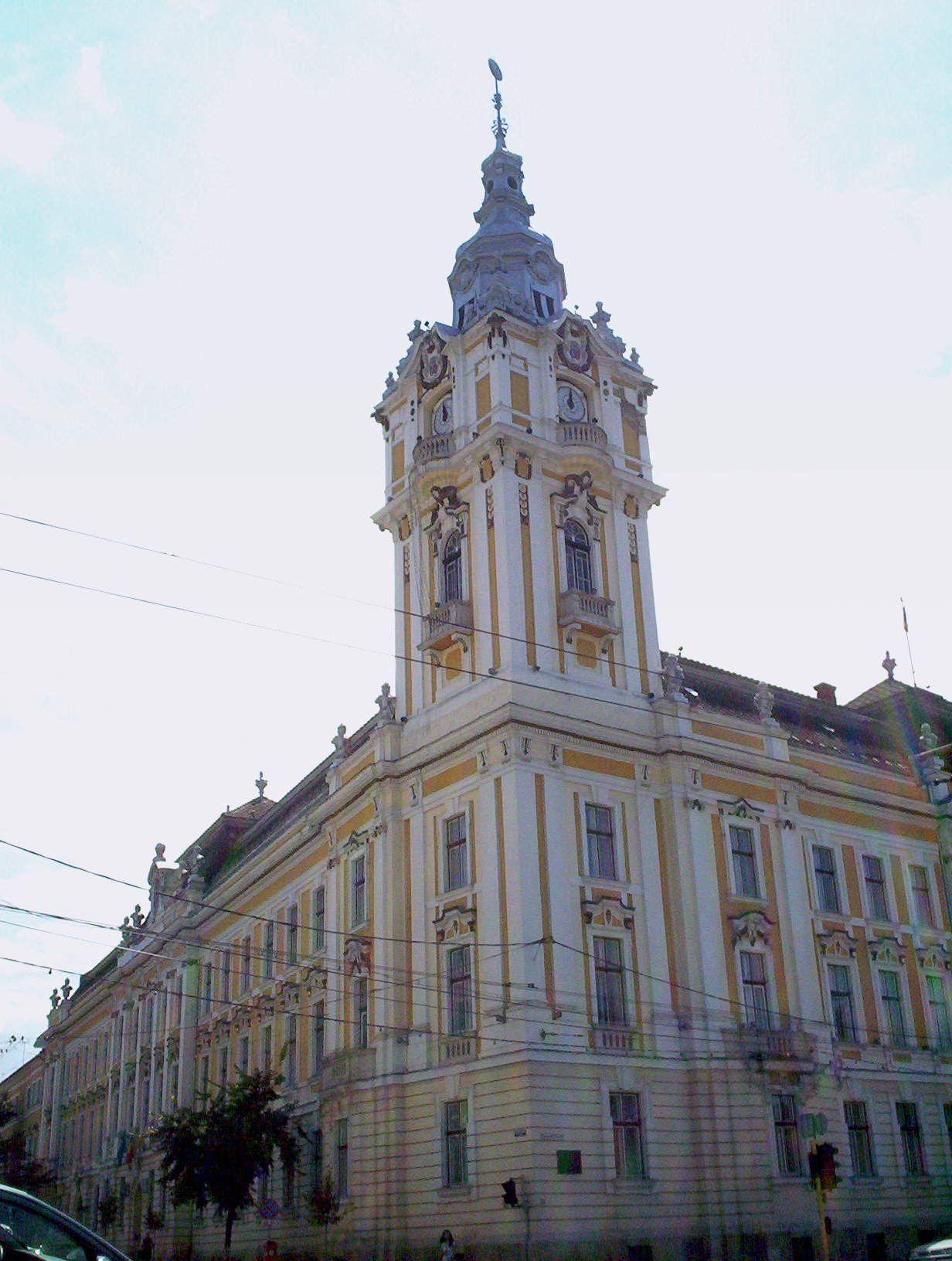
Torony
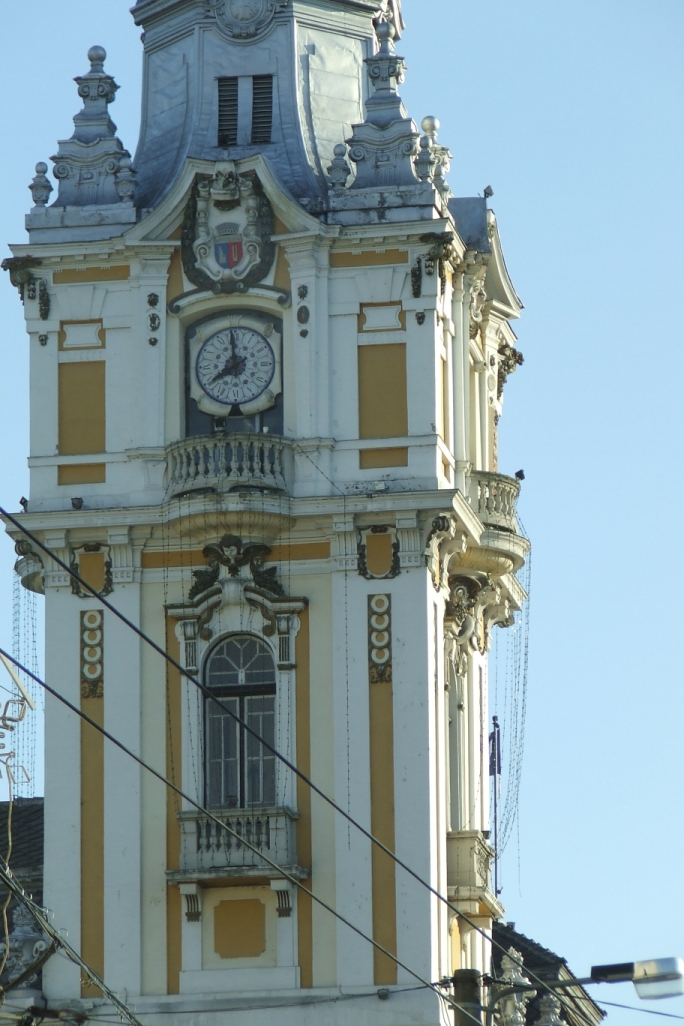